# Уильямс-Госс, Найджел
Найджел Уильямс-Госс (англ. Nigel Williams-Goss; род. 16 сентября 1994, Хэппи-Вэлли, штат Орегон, США) — американский профессиональный баскетболист, играющий на позиции разыгрывающего защитника.

## Карьера
Первые 2 года студенческой карьеры Уильямс-Госс провёл в Вашингтонском университете. В составе «Вашингтон Хаскис» Найджел являлся главной звездой и был номинирован на Bob Cousy Award, награду лучшему разыгрывающему NCAA.
Успешные выступления за «Хаскис» позволили Уильямсу-Госсу получить предложение на перевод от 6 лучших колледжей турнира. Свой выбор Найджел остановил на университете Гонзага. В новой команде он сразу же стал лидером, а «Гонзага Бульдогс» показала лучший результат в своей истории и в сезоне NCAA – 37 побед и 2 поражения в регулярном чемпионате. В «Мартовском Безумии» команда Уильямса-Госса добралась до финала, где лишь в концовке уступила титул Северной Каролине (65:71).
23 июня 2017 года, Уильямс-Госс был выбран «Ютой Джаз» на драфте НБА во втором раунде под общим 55 номером. После выступления в Летней лиге НБА в составе «Джаз», Найджел подписал контракт с «Партизаном».
В октябре 2017 года, Уильямс-Госс был признан «Самым ценным игроком» 3 тура Еврокубка. В игре против «Бильбао» (96:92) Найджел отметился 27 очками, 6 подборами и 3 передачами, а индекс полезности составил 34 балла.
18 февраля 2018 года, Уильямс-Госс стал победителем Кубка Радивоя Корача, а так же был признан «Самым ценным игроком» финала турнира. В решающем матче против «Црвены звезды» (81:75) Найджел набрал 23 очка, 7 передач, 3 подбора и 2 перехвата.
В июле 2018 года, Уильямс-Госс перешёл в «Олимпиакос». В 30 матчах Евролиги статистика Найджела составила 9,2 очка, 4,2 передачи и 2,0 подбора в среднем за игру.
В июле 2019 года, Уильямс-Госс подписал контракт с «Ютой Джаз». В 10 матчах НБА Найджел набирал 1,4 очка за матч, но в основном выступал в G-Лиге в составе «Солт-Лейк-Сити Старз».
К началу сезону 2020/2021 Уильямс-Госс готовился в составе «Юты Джаз», но в декабре 2020 года был отчислен из команды.
Свою карьеру Уильямс-Госс продолжил в «Локомотиве-Кубань». В 6 матчах Еврокубка Найджел набирал 17,0 очков, 5,2 передачи, 2,5 подбора и 2,3 перехвата. В 13 матчах Единой лиги ВТБ его статистика составила 17,9 очка, 6,7 передачи, 3,6 подбора и 2,4 перехвата. По итогам серий 1/4 финала плей-офф Единой лиги ВТБ Найджел был включён в символическую пятёрку.
В июле 2021 года Уильямс-Госс перешёл в «Реал Мадрид».
В сезоне 2022/2023 Уильямс-Госс в составе «Реала» стал чемпионом Евролиги, набирая 7,4 очка, 1,7 передачи и 1,3 подбора в среднем за матч.
В июне 2023 года Уильямс-Госс вернулся в «Олимпиакос».

## Сборная США
В 2013 году Уильямс-Госс стал победителем чемпионата мира (до 19 лет). Его статистика на этом турнире составила 7,9 очка, 2,8 подбора, 2,7 передачи и 0,8 перехвата в среднем за игру.

## Личная жизнь
В июне 2020 года, Уильямс-Госс принял участие в протестах против расовой несправедливости в Солт-Лейк-Сити, которые начались вскоре после гибели афроамериканца Джорджа Флойда. Найджел предстал с плакатом «Требуем перемен».

## Достижения

### Клубные
- Чемпион Евролиги: 2022/2023
- Чемпион Испании: 2021/2022
- Обладатель Кубка Радивоя Корача: 2017/2018
- Обладатель Суперкубка Испании: 2021
- Серебряный призёр NCAA: 2017

### Сборная США
- Победитель чемпионата мира (до 19 лет): 2013